# Günter Johannsen
Günter Johannsen (* 4. Mai 1950 in Leipzig) ist ein evangelischer Diakon und Sozialpädagoge. Er war 1982 einer der Initiatoren der Montags-Friedensgebete in Leipzig.

## Leben
Im Zusammenhang mit den Protesten gegen die Sprengung der Leipziger Universitätskirche 1968 wurde Johannsen von der Staatssicherheit verhaftet und zwölf Stunden verhört; es folgte eine Verurteilung und sechs Wochen Inhaftierung wegen „Staatsverleumdung“ und „Aufforderung zum Ungehorsam“. Seine Rechtsanwältin Marianne Brendel erwirkte beim Obersten Gericht der DDR eine Kassatorische Entscheidung bzw. Freispruch wegen Verfahrensfehler und unbegründeter Anklage. Von 1974 bis 1979 absolvierte Johannsen eine Diakonen-Ausbildung in Moritzburg und Eisenach.

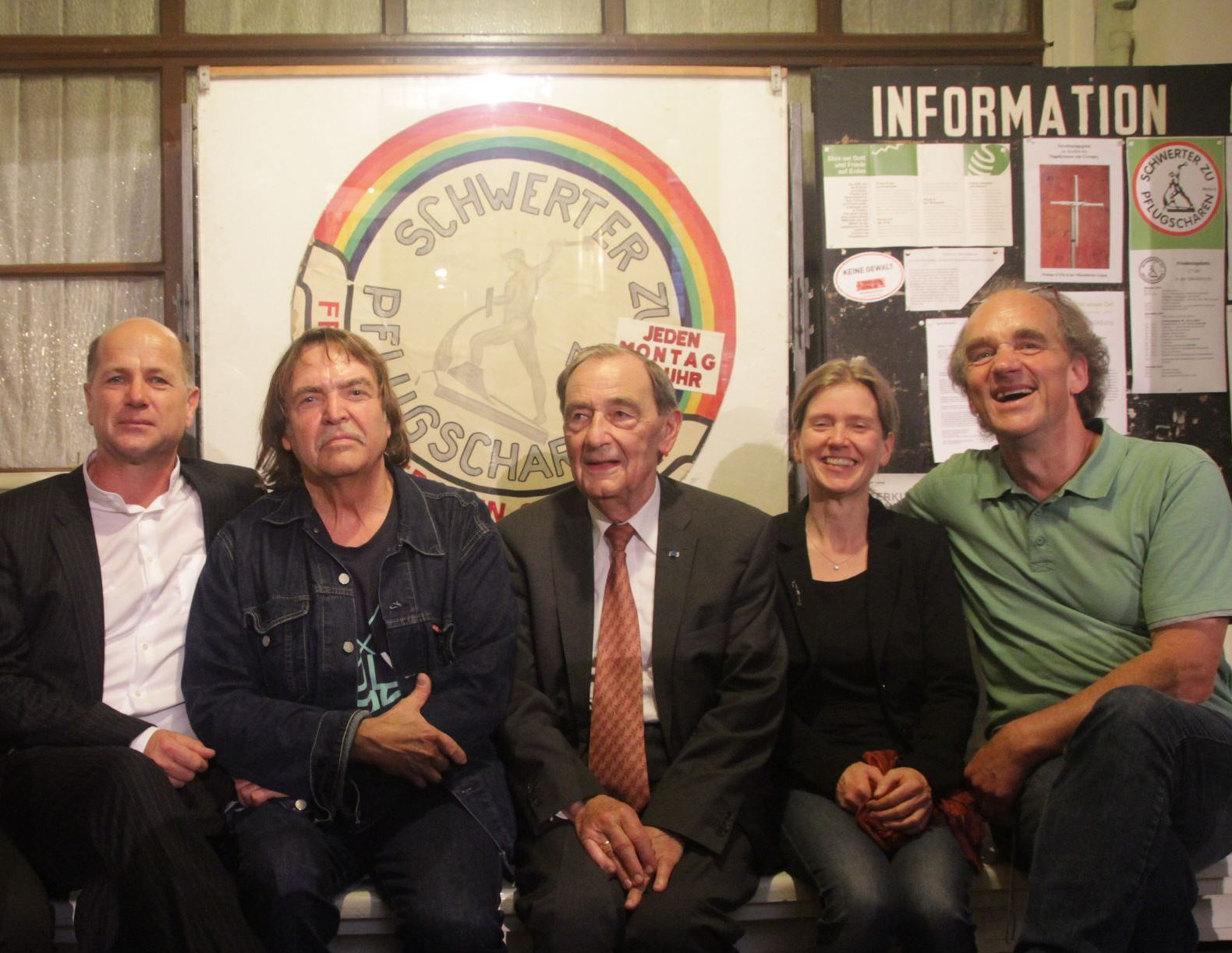
Montags-Friedensgebet in der Nikolaikirche Leipzig 2014, vlnr: Hans-Joachim Döring, Jugenddiakon der Thomasgemeinde, Günter Johannsen, Jugenddiakon in Leipzig-Probstheida, Friedrich Magirius, Superintendent in Leipzig, Conny Schneider und André Steidtmann aus der Jungen Gemeinde Leipzig-Probstheida

Johannsen war zur Zeit der Gründung des Friedensgebetes 1982 im Leipziger Kirchenkreis-Ost Jugenddiakon. Im Herbst 1982 initiierte er gemeinsam mit seiner „Jungen Gemeinde“ in Leipzig-Probstheida das Montags-Friedensgebet als Dauereinrichtung. In der Folgezeit erhielt er neben anderen Schikanen mehrere Vorladungen beim Ministerium für Staatssicherheit (MfS) zur „Klärung eines Sachverhalts“.
Im Jahr 1984 erfolgte ein Dienststellenwechsel in den evangelischen Kirchenkreis Bad Freienwalde (Oder) in die Evangelische Kirche in Berlin-Brandenburg. Dort war Johannsen bis 1991 als Kreisjugendwart tätig.
In der Wendezeit war Johannsen zunächst Mitglied bei „Demokratie Jetzt“, dann gründete er mit vier Lehrern der EOS-Bad Freienwalde im Oktober 1989 den SDP-Kreisverband. Johannsen war dann nebenberuflich auch Kreisverbands-Vorsitzender der SDP, die nach dem Vereinigungsparteitag in Leipzig zur SPD wurde.
Ab Mai 1990 wurde Johannsen SPD-Kreistagsabgeordneter des Landkreises Bad Freienwalde und Ausschuss-Vorsitzender für Recht-Sicherheit-Ordnung, der sich hauptsächlich mit der Bereinigung des Öffentlichen Dienstes von MfS-Mitarbeitern und belasteten SED-Funktionären befasste. In den Jahren 1993 bis 1998 war er Kreisjugendwart im Evangelischen Kirchenkreis Güstrow. Seit 1998 arbeitete Johannsen in der Evangelischen Kinder- und Jugendhilfe Feldkirchen, einer Heilpädagogischen Einrichtung in Feldkirchen bei München, als Sozialpädagoge im erzieherischen Dienst – seit 2011 in den Ambulanten Erziehungshilfen (AEH) derselben Einrichtung als Sozialpädagogischer Familienhelfer (SPFH) und Erziehungsbeistand (EB).
Nachdem die SPD im Jahr 2014 entschieden hatte, im Bundesland Thüringen mit der SED-Nachfolgepartei Die Linke eine Koalition unter deren „führender Rolle“ einzugehen, erklärte Johannsen im Oktober 2014 nach 25 Jahren SPD-Mitgliedschaft seinen Austritt.
Günter Johannsen ist Autor des Buches Als das Rote Meer grüne Welle hatte – Von der Nikolaikirche in die Freiheit, das 2021 vom Gerhard Hess Verlag veröffentlicht wurde. Es beschreibt die Entstehung und Gründung des Montags-Friedensgebetes 1982.